# Pazo de la Pastora
El Pazo de la Pastora o Pazo de San Tomé es un pazo construido en la Edad Moderna (siglo XVI) que se encuentra en la calle del Conde, en la parroquia de Freijeiro, en la misma ciudad de Vigo.
El origen del pazo se encuentra en una construcción anterior, una torre conocida como Torre de Busteu y fue su señor Pedro Álvarez de Soutomayor, apodado Pedro Madruga. El pazo se comenzó a construir posiblemente en el siglo XIV, aunque el edificio que hoy tenemos data del siglo XVI con incorporaciones de los siglos XVIII y XIX. Antes era conocido como Pazo de San Tomé (escrito en gallego antiguo como San Thomé o Santhomé).

## Descripción
Se trata de una construcción de planta rectangular y de dos alturas, con dos torres en sus extremos. Se asemeja al cercano Pazo Quiñones de León, pues ambos pazos no presentan la tradicional escalera/solaina exterior.
Destaca su portón de entrada, en el que aunque la discordante puerta, está rodeada de remates de muro en forma de columna sobre los que se asientan formas de sierras de gran tamaño o un exuberante pináculo en otra de ellas. Las columnas a los lados de la puerta portan cada una un escudo y unas inscripciones. A la derecha de este portón hay un remate de muro también en forma de columna, con un pináculo sobre ella. 
Es de propiedad privada, no siendo visitable, y tiene uso hostelero. Está catalogado por la Junta de Galicia y en los planes generales de urbanismo.

## Enlaces
1. ↑  «Freixeiro». http://hoxe.vigo.org. Consultado el 16 de noviembre de 2017.
2. ↑  Obelleiro, Paola (13 de abril de 2009). «Los dueños de nueve pazos se resisten a abrirlos al público como manda la ley». El País (Grupo PRISA). Consultado el 27 de diciembre de 2018.
3. ↑  «El pazo vigués de la pastora lució sus mejores galas». http://www.atlantico.net. Consultado el 23 de junio de 2013.

- Datos: Q43228181
- Multimedia: Category:Pazo da Pastora / Q43228181